# 金綱重治
金綱重治（かねつなしげはる、1947年-　）
は、日本の造園家。作庭家。東京都西多摩郡日の出町に金綱造園事務所を主宰。
茶庭師として名高く、これまで北海道から九州地方の福岡市まで、茶庭を中心に百数十か所の庭を手がける。千葉県君津市生まれ。写真に関しては日本山岳写真協会に所属し活動している。
1970年に日本大学文理学部史学科卒業後、京都の中根金作が主宰する中根庭園研究所に入所して庭師のキャリアを開始する。1977年から京都市右京区に金綱造園事務所を開設。北海道函館市の個人邸茶庭から作品をスタートさせる。2年後の1979年から千葉県習志野市に移転する。1983年からは東京に移転。
あきる野市武蔵五日市にある炭焼き山菜料理の店「黒茶屋」や、その黒茶屋を経営する会社で古民家再生を切り口にした店舗づくりをプロデュースする黒茶屋が他経営している店舗の庭園を多く手がける。東京都あきる野市にある懐石料理の店燈々庵は、江戸後期から続く地元豪農森田家の敷地内にあった米蔵を再生し造られ、店内には調度良いインテリアとギャラリーが展開され、来客を非日常の世界へといざなう。もう一つの姉妹店である井中居（東京都青梅市）の作庭も金綱が行っており、雑誌「庭」199号で特集されている。
この他の作品に、神楽坂の庭 松川廣兼邸、川崎市竹本邸庭園、埼玉県入間郡石井邸庭園、渡辺邸露地雪後軒、茅山荘の露地―神奈川県葉山町―、露地の品格Ｓ邸の露地―東京都港区白金―、市中の山居Ｙ邸の露地―東京都大田区田園調布―、などがある。
また建築知識社発行『緑のデザイン図鑑』の「茶庭」の項を執筆している。

## 著書
共著
- 木は気を植える植栽作法　著者: 龍居庭園研究所 出版社: 建築資料研究社.